# Houdain
Houdain (Nederlands:  Hosden of Hosdingen) is een gemeente in het Franse departement Pas-de-Calais (regio Hauts-de-France). De plaats maakt deel uit van het arrondissement Béthune (Betun). Houdain telde op 1 januari 2022 6.990 inwoners.

## Geografie
De oppervlakte van Houdain bedroeg op 1 januari 2022 6,3 vierkante kilometer; de bevolkingsdichtheid was toen 1.109,5 inwoners per km².

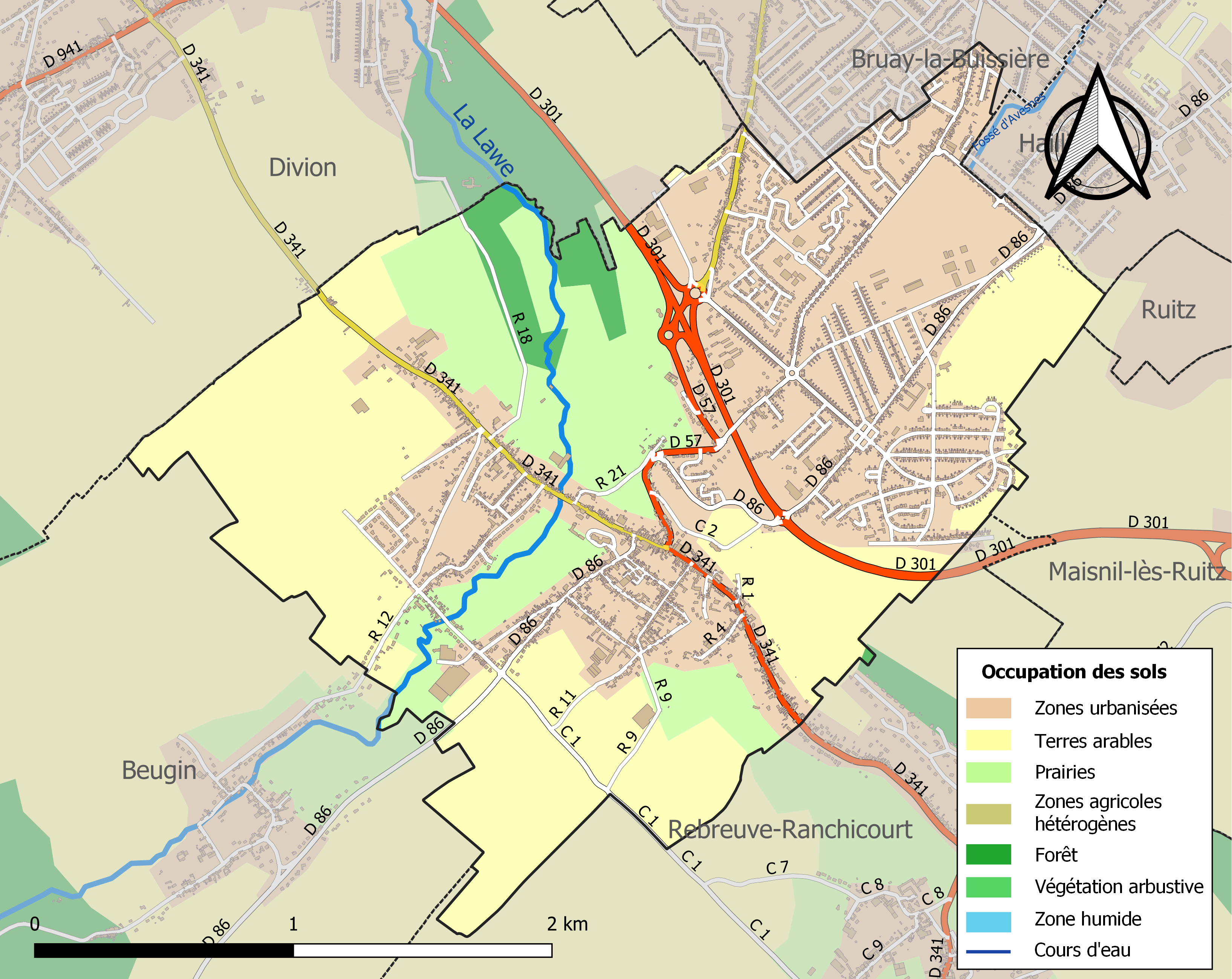
Kaart van de gemeente met belangrijkste infrastructuur, bodemgebruik en omliggende gemeenten

## Demografie
Onderstaande figuur toont het verloop van het inwonertal (bron: INSEE-tellingen).